# Aegialites debilis
Aegialites debilis là một loài bọ cánh cứng trong họ Salpingidae. Loài này được Mannerheim miêu tả khoa học năm 1853.